# Amegilla glauca
Amegilla glauca är en biart som först beskrevs av Johann Dietrich Alfken 1926.  Amegilla glauca ingår i släktet Amegilla och familjen långtungebin. Inga underarter finns listade i Catalogue of Life.